# オパール・ヒル
オパール・S・トラウト・ヒル（Opal S. Trout Hill、1892年6月2日 – 1981年6月23日）は、アメリカ合衆国の女子プロゴルファー。1935年と1936年に女子ウェスタンオープンで優勝。

## 来歴
ネブラスカ州ニューポートで生まれ、ミズーリ州カンザスシティで育った。弁護士のオスカー・S・ヒルと結婚。長引く腎臓感染症に苦しみ、医師から穏やかな運動を勧められ31歳でゴルフを始めた。その後、多くのアマチュアトーナメントに勝利した。
1938年にプロ転向、1950年に全米女子プロゴルフ協会の13人の創設者の1人となった。
1981年6月、ミズーリ州カンザスシティで89歳で死去。

## アマ勝利の一部
- 1928年 トランスミシシッピ女子アマチュア、ノースアンドサウス女子アマチュアゴルフ選手権（英語版）
- 1929年 女子ウェスタンアマチュア（英語版）、トランスミシシッピ女子アマチュア
- 1931年 女子ウェスタンアマチュア、トランスミシシッピ女子アマチュア
- 1932年 女子ウェスタンアマチュア
- 1934年 トランスミシシッピ女子アマチュア
- 1935年 ミズーリ女子アマチュア
- 1936年 ミズーリ女子アマチュア
- 1937年 ミズーリ女子アマチュア

## メジャー選手権

### 優勝 (2回)
| 年     | 選手権                 | 優勝スコア | 2位の選手                     |
| ------ | ---------------------- | ---------- | ----------------------------- |
| 1935年 | 女子ウェスタンオープン | 9 & 7      | S・L・ラインハート夫人 (アマ) |
| 1936年 | 女子ウェスタンオープン | 3 & 2      | チャールズ・デニー夫人 (アマ) |

## 団体戦
アマ
- カーティスカップ (アメリカ合衆国代表): 1932年 (勝利), 1934年 (勝利)、1936年 (タイ、カップ保持)